# エジプトのビール
エジプトのビール（البيرة في مصر）では、エジプトで製造されるビールの概要について記す。

## 古代エジプト
古代エジプトでビールは「hkt」「hnkt」（ヘケト、ヘネケト）と書かれた。決定詞は、「ビールの壺」である。
「食べ物」を表す文字はパンとビールの文字を組み合わせるものとなっている。

### 歴史
エジプトにおけるビールの歴史は非常に古くエジプト先王朝時代にまでさかのぼる。紀元前30世紀以降に、大麦などの穀物と共にメソポタミアのシュメールよりエジプトにビールが伝わったと考えられている。
紀元前20世紀の壁画には、ビールを醸造する様子や、宴会で酔って嘔吐する女性、酔い潰れて運ばれる人々の姿を描いたものがある。紀元前16世紀に記されたエーベルス・パピルスにはビールを薬とする処方が約700種類存在する。紀元前4世紀の古代ギリシアのクセノポンの記した『アナバシス』にもエジプトのビールについての記述があり、「水で薄めないと非常に強いが慣れると美味い酒」「容器から葦の管で飲む」と記されている。エジプト新王国より遺されている文献『アニの教訓』にはビールの飲み過ぎを注意する教訓も含まれている。大プリニウスの『博物誌』にもエジプトのビールについての記述があり、エジプトの女性がビールを美顔に用いており、美顔料としてビールの泡は効果が認められると記している。2世紀頃のギリシアの著作家アテナイオスもエジプトのビールについて触れている文献を遺しており、当時のエジプトのビールはアルコール度数が高かったことが記されている。
販売用としてビール醸造所は古代エジプトの全土にあった他、各家庭でもビールは醸造されていた。ピラミッドの建設に従事するような労働者には毎日ビールが配給され、水分やミネラルの補給、疲労回復に役立った。このため、「ビールがピラミッドを造った」と称されることもある。

### 製法
当時のビールの製造方法は、パンを焼いて、パンをお湯の入った壺に入れ、水に浸したものを空気中の酵母で自然発酵させて造られたと考えられていた。この方法で出来上がるビールは酸味がとても強く、ハチミツや果汁を混ぜて飲んでいたのだと言われていた。
しかし、麒麟麦酒は吉村作治と早稲田大学の協力のもと、サッカラにあるニアンククヌムとクヌムヘテプという兄弟の墓の壁画に描かれていた図から、まったく異なる以下のような古代エジプトのビール製法を明らかにした。
1. 大麦麦芽、小麦を乳鉢に入れて突き、殻を取る。
2. サドルカーン（すり臼）で、大麦、小麦を粉にする。
3. 酵母を培養する。
現在のビール醸造には該当する作業工程は存在しないが、日本酒の醸造などには酒母造りと呼ばれる酵母を増やす作業工程がある。
  1. 粉にサワードウ（パン種）を加えて、パン生地を作り、乳酸発酵させる。
  2. 寝かせたパン生地を焼いて、パンにする。
  3. ブドウ、干しブドウを水に浸す。ナツメヤシの果汁を加える。
  4. 細かくしたパンを上記のブドウなどを漬けた水に加え3日ほど置いて酵母を増やし、ザルでろ過する。
4. 麦汁を作る。
  1. 壺を熱し、大麦麦芽の粉と水を混ぜて入れ、もろみを作る。
  2. もろみをろ過して麦汁とする。
5. 上記で作った酵母と麦汁を壺に入れ、粘土で蓋をして3日ほど発酵させる。

麒麟麦酒では、この製法を用いて2003年に「エジプト新王国時代のビール」を再現することに成功している。現代のビールと違ってホップは用いられず、白ワインのような味わいの醸造酒となる。
従来のパンを壺に入れて自然発酵によって作られたビールのアルコール度数が3%程度なのに対し、麒麟が再現した醸造法ではアルコール度数が約10%となっており、クセノポンやアテナイオスの記述とも一致することになる。ただし、麒麟麦酒が現在の方法でビールを作る場合より、倍の量の原料が必要であった。

### エジプト神話におけるビール
古代エジプトでは、ビールは日常的に飲まれる他、神殿で儀式に使用されたり、供物としても用いられた。
エジプト神話においては、ビールを発見したのはオシリスであり、イシスがビールを人間に与え、ハトホルが醸造の全過程を発明したとされる。穀物の栽培から醸造にまつわる各過程に神が設定されている。
また、エジプト神話の中にもビールが重要な役割を果たす逸話が存在する。
ある時、太陽神ラーは人類が自分に対する陰謀を企てていると考えた。ラーは人類を懲らしめるためにハトホルを遣わした。しかし、ハトホルの怒りがとても激しいことを思い出したラーは人類を懲らしめることを思い直した。ラーは膨大な量のビールを作り地面に撒くと、鏡のようになった。ハトホルはビールの鏡に映る自身の姿に見惚れて地上に降りると、ビールを飲み、泥酔してラーから与えられた任務を忘れた。

## 現代のエジプト
現代のエジプトではムスリムの文化圏である。イスラム教としての教義として禁酒ではあるが、エジプトでは比較的にゆるやかである。特に国際的なリゾート地であるシャルム・エル・シェイクでは観光客向けではあるが、屋外で酒を提供するレストランもあるが、ノンアルコールビールのみを提供するレストランも多い。
ムスリムでないのならばビールの購入は可能であるが、ムスリムへの配慮から黒いビニール袋に入れて販売される。
ビールはエジプト国外から輸入されたものが多いが、エジプト国内にもビールを醸造するメーカーは存在している。
代表的なエジプト国内産ビールの銘柄
- STELLA（ステラ）
- SAKARA（サッカラ）

## 参考書籍
- 春山行夫『ビールの文化史』 1巻、平凡社〈春山行夫の博物誌〉、1990年。ISBN 978-4582512229。
- 吉村作治『ファラオの食卓-古代エジプト食物語-』小学館、1992年。ISBN 978-4094600377。
- 石田秀人 (2003). “古代エジプト古王国時代ビール復元” (PDF). 日本醸造協会誌 (日本醸造協会) 98巻 (1号).